# 155 mm Long Tom
155 mm kanon M1 og M2  (senere M59), almindelig kendt som Long Tom, var 155 millimeter feltartilleri, som blev brugt af De Forenede Staters væbnede styrker under 2. Verdenskrig. Long Tom erstattede Canon de 155 mm GPF i amerkansk tjeneste. 

## Udvikling
Før USA gik ind i 1. Verdenskrig var landet dårligt udstyret med tungt artilleri. For at tage hånd om dette blev en række udenlandske tunge kanoner indført, heriblandt 'Canon de 155 mm GPF'. Efter krigens slutning begyndte udviklingsarbejdet i USA med at udvikle en forbedret udgave af de eksisterende modeller af tunge kanoner og lavetter. En række prototyper blev udviklet i 1920'erne og 1930'erne, men projekterne blev sat i stå på grund af manglende bevillinger. I 1938 blev 155 mm kanonen T4 på lavetten T2 endelig indført som 155 mm kanon M1 på lavet M1.
Den nye model brugte et rør, som var nogenlunde lig de tidligere 155 mm GPF, men med et Ashbury bundstykke. Den nye lavet havde fire hjul, hver med to dæk. Hjulene kunne løftes, så kanonen kunne hvile på en affyringsplatform. Det gjorde kanonen meget stabil og derfor meget præcis. Kanonen blev videreudviklet til M1A1 og M2 varianter. Efter krigen blev den amerikanske hær reorganiseret og kanonen fik ny betegnelse: M59.

## Indsats
Long Tom kom først i kamp under Felttoget i Nordafrika i 1943 med 34. feltartilleri bataljon. Den endte med at blive brugt af 49 bataljoner, heraf 40 i det europæiske operationsområde og 7 i Stillehavet. Den foretrukne artilleritraktor var oprindelig Mack NO 6×6 7 1/2 ton lastbil. Fra 1943 blev den udskiftet med bæltekøretøjet M4 High Speed Tractor.
Et beskedent antal Long Tom kanoner blev leveret via Lend-Lease kanaler til Storbritannien (184) og Frankrig (25).

## Varianter
Kanonvarianter:
- M1920 – prototype.
- T4 – prototype.
- M1 (1938) – første produktionsmodel. 20 fremstillet.
- M1A1 (1941) – modificeret ring ved bundstykket.
  - M1A1E1 – prototype med krombelagt kanonløb.
  - M1A1E3 – prototype med flydende køling.
- M2 (1945) – modificeret ring ved bundstykket.

Lavet varianter:
- T2 – prototype.
- M1 (1938).
- M1A1 – genopbyggede T2 lavetter.

Kanonen blev også monteret på et modificeret M4 Sherman kampvogns chassis. Det resulterende køretøj blev i starten kaldt 155 mm Gun Motor Carriage T83, og senere standardiseret som 155 mm Gun Motor Carriage M40.
155 mm Gun Motor Carriage T79, baseret på M26 Pershing chassis, nåede aldrig at blive andet end et forslag.

## Ammunition
Kanonen benyttede særskilt granat og ladning. Ladningen bestod af en base på 9,23 kg og supplement på 4,69 kg. Dataoversigten nedenfor viser tal for base + supplement. 
| Projectiler.             |                      |          |                               |                        |                |
| Type                     | Model                | Vægt, kg | Indhold                       | Mundingshastighed, m/s | Rækkevidde, km |
| Panserbrydende (APBC/HE) | AP M112 Shell        | 45,36    | Dunnite                       | 837                    | 22,014         |
| Højeksplosiv (HE)        | HE M101 Shell        | 42,96    | TNT                           | 853                    | 23,513         |
| Røg                      | WP M104 Shell        | 44,53    | Hvid fosfor                   | 853                    | 23,720         |
| Røg                      | FS M104 Shell        |          | svovltrioxid i klorsulfatsyre | 853                    | 23,720         |
| Giftgas                  | H M104 Shell         |          | Sennepsgas 5,3 kg             | 853                    | 23,720         |
| Dummy                    | Dummy Mk I Projektil |          | -                             | -                      | -              |
| Dummy                    | Dummy M7 Projektil   | 43,09    | -                             | -                      | -              |

| Panser gennemtrængning, mm                                                                                         |       |       |
| Ammunition \ afstand, m                                                                                            | 457   | 914   |
| AP M112 Shell (homogent panser, anslagsvinkel 30°)                                                                 | 160   | 152   |
| AP M112 Shell (overfladehærdet panser, anslagsvinkel 30°)                                                          | 135   | 130   |
| Concrete penetration, mm                                                                                           |       |       |
| Ammunition \ afstand, m                                                                                            | 914   | 4.572 |
| HE M101 Shell (anslagsvinkel 0°)                                                                                   | 2.011 | 1.402 |
| Forskellige målemetoder blev anvendt i forskellige lande og perioder. Derfor er direkte sammenligning ofte umulig. |       |       |

## Eksisterende eksemplarer
US Army Ordnance Museum
Timber-Linn Park, Albany, Oregon
Luftfoto Arkiveret 19. december 2011 hos  Wayback Machine på Google Maps

## Notes
1. ↑  Zaloga – US Field Artillery of World War II, p 20-22.
2. ↑  Zaloga – US Field Artillery of World War II, p 37.
3. 1 2 3 4  Hunnicutt – Sherman: A History of the American Medium Tank, p 353-355, 570.
4. ↑  Hunnicutt – Pershing, A History of the Medium Tank T20 Series, p 158.
5. ↑  Technical Manual TM 9-1901, Ammunition, p 197-202.
6. ↑  Technical Manual TM 9-1904, Ammunition Inspection Guide, p 490-518.